# ...bez półprądu ...halfplugged..
...bez półPRĄDU ...halfPLUGGED... – album zespołu Quidam wydany w 2006 roku nakładem wytwórni Rock Serwis.

## Lista utworów
Opracowano na podstawie materiału źródłowego.
1. "surREvival" – 6:07
2. "Queen Of Moulin Rouge" – 6:42
3. "Sanktuarium (Sanctuary)" – 5:49
4. "Blackbird" – 2:06
5. "Wish You Were Here" – 4:16
6. "The Fifth Season" – 9:18
7. "Nights In White Satin" – 5:25
8. "Not So Close (including excerpts form "Hush")" – 11:37

## Twórcy
Opracowano na podstawie materiału źródłowego.
- Zbigniew Florek – wokal wspierający, instrumenty klawiszowe
- Bartosz Kossowicz – tamburyn, wokal prowadzący
- Maciej Meller – gitara akustyczna, wokal wspierający
- Maciej Wróblewski – perkusja, instrumenty perkusyjne
- Jacek Zasada – gitara basowa, flet
- Mariusz Ziółkowski – gitara akustyczna, gitara basowa